# Филипп I (граф Ганау-Мюнценберга)
Филипп I («младший») Ганау-Мюнценбергский (нем. Philipp I. (der Jüngere) von Hanau-Münzenberg , 20 сентября 1449 — 26 августа 1500) — дворянин Священной Римской империи, основатель линии графов Ганау-Мюнценберг.

## Биография
Сын Рейнхард III Ганауского. В соответствии с действовавшем в роду Ганау с 1375 года принципу первородства, лишь старший сын графа наследовал титул и лишь ему разрешалось жениться. Однако, когда умер Рейнхард III, Филиппу было всего четыре года, и перед домом Ганау встала дилемма:
- во-первых, можно было продолжить соблюдать принцип первородства, надеясь, что Филипп доживёт до взрослого возраста, женится и у него родится сын, который продолжит династию. Плюсом этого варианта было то, что все наследственные владения останутся единым целом; минусом — то, что имелся риск пресечения династии.
- во-вторых, можно было нарушить принцип первородства и создать новую линию рода, позволив Филиппу-старшему (дяде Филиппа-младшего — младшему сыну его деда) жениться. Плюсом этого варианта было сильное повышение вероятности выживания династии, минусом — неизбежный раздел наследственных владений. Этот вариант требовал быстрых действий, так как Филиппу-старшему было уже 35 лет, что в XV веке считалось солидным возрастом.

Оттон I (пфальцграф Мосбаха), который являлся дедом Филиппа-младшего по материнской линии и был одним из его опекунов, выступал резко против раздела. Вдовствующей графине Катерине Нассау-Байльштайнской (супруге покойного Рейнхарда II, которая являлась матерью Филиппа-старшего и бабушкой Филиппа-младшего) было всё равно, через кого из её потомков продолжится род. Сторонники Филиппа-старшего, среди которых были представители руководства важнейших организаций графства и входивших в него городов — организовали кампанию в его поддержку, завалив Оттона I письмами (в настоящее время находятся в архиве земли Гессен), в которых требовали разрешить Филиппу-старшему вступить в брак.
В 1457 году скончалась Маргарет Мосбахская (мать Филиппа-младшего и дочь Оттона I), и у Оттона I не осталось причин сопротивляться разделу. В соответствии с договором, вступившим в силу в январе 1458 года, Филипп-старший получил во владение земли графства, лежавшие южнее реки Майн (где располагался амт Бабенхаузен); также ему досталась доля графства в городе Умштадт. Несмотря на то, что это была небольшая доля земель графства, Филипп-старший был счастлив от того, что он теперь получил право жениться.
Основная часть графства Ганау осталась у Филиппа-младшего. Под его руководством она даже стала прирастать территориально: в 1470 году был получен Праунхайм, в 1476 — доля в амте Ортенберг, затем был получен Фехенхайм, и в 1487 году — Гомбург.
Филипп любил путешествовать. Он часто бывал в Майнце, а также при дворе Курпфальца в Гейдельберге и Мосбахе. В 1469 году он посетил Брабант, а в 1471 году присутствовал на заседании Рейхстага в Регенсбурге. В 1474 году он сопровождал императора Фридриха III в его поездках во Франкфурт-на-Майне и Линц, а затем присутствовал в составе имперского воинского контингента, деблокировавшего Нойс, осаждённый войсками Карла Смелого.
Филипп был глубоко религиозным человеком, финансировал церкви и монастыри, совершил два паломничества к Святым местам (в 1484 и 1491 годах).
В 1496 году граф Филипп официально утвердил в качестве названия доставшейся ему части графства термин «Ганау-Мюнценберг».

## Семья и дети
Ещё в 1460 году Филипп был помолвлен с дочерью графа Людвига II Изенбург-Бюдингенского, однако впоследствии эта помолвка была расторгнута, за что пришлось заплатить компенсацию в 2690 гульденов.
12 сентября 1468 года Филипп женился на Адриане Нассау-Дилленбургской (1449—1477, дочери графа Иоганна IV Нассау-Дилленбургского). У них было шестеро детей:
1. Дочь, родившаяся 4 апреля 1469 года, и умершая вскоре после рождения
2. Адриана (1470—1524), которая вышла замуж за графа Филиппа Зольм-Лихского
3. Маргарет (1471—1503), ставшая монахиней в монастыре Либенау
4. Рейнхард IV (1473—1512), унаследовавший титул
5. Анна (1474—1475)
6. Мария (1475—1476)

После смерти жены Филипп сошёлся с Маргаритой Вайскирхнер (1460—1500). Они не заключали брака, так как она не была дворянкой, но в остальном открыто жили так, словно были женаты. У них было трое детей:
1. Эльза, которая в районе 1508 года вышла замуж за Хайнриха Рабе
2. Иоганн, ставший священником
3. Анна, которая в 1517 году вышла замуж за Дица Рёйтера

Эти дети не относились к дворянству и не могли наследовать графство. Тем не менее, Филипп и Маргарита упомянули их в завещании, и их сводные братья обеспечили достойное замужество своим сводным сёстрам, и хорошо финансировали церковную должность своего сводного брата.